# The Sun (banda)
The Sun (até 2009 Sun Eats Hours) eu uma banda italiana de punk rock/hardcore melódico.
Seu último trabalho, o álbum The Last Ones, foi lançado no Brasil pela gravadora independente EnemyOne. Em 2008 a banda alterou o seu nome para The Sun e alterou também um pouco o seu estilo, sendo agora mais Rock Alternativo do que Punk Rock/Hardcore Melódico. Os membros da banda adotaram um estilo de vida Cristão e passaram a cantar as suas letras em Italiano.

## Integrantes
Francesco Lorenzi (Lore / The President) - vocal, guitarra
Gianluca Menegozzo (Mene / Boston) - guitarra 
Matteo Reghelin (Lemma) - baixo 
Riccardo Rossi (Ricky / Trash) - bateria

## Discografia
- Demo - 1999
- Don't Waste Time - 2000
- Will - 2002
- Tour All Over - 2003
- The Last Ones - 2005
- Spiriti del Sole - 2010 (como The Sun)
- Luce - 2012 (como The Sun)
- Cuore Aperto - 2015 (como The Sun)
- 20 - 2017 (como The Sun)